# Bupalus flava
Bupalus flava là một loài bướm đêm trong họ Geometridae.